# Vaux-en-Pré
Vaux-en-Pré är en kommun i departementet Saône-et-Loire i regionen Bourgogne-Franche-Comté i östra Frankrike. Kommunen ligger i kantonen Mont-Saint-Vincent som tillhör arrondissementet Chalon-sur-Saône. År 2022 hade Vaux-en-Pré 77 invånare.

## Befolkningsutveckling
Antalet invånare i kommunen Vaux-en-Pré
| Referens: INSEE |